# سكوت نورتن (محامي)
سكوت نورتن (بالإنجليزية: Scott Norton)‏ هو محامي أمريكي، ولد في 18 فبراير 1982.